# António Marto
António Augusto dos Santos Marto (Tronco, 5. svibnja 1947.) portugalski je prelat Katoličke Crkve. Služio je kao biskup Leiria-Fátime od 2006. do 2022. godine.
Na konzistoriju 28. lipnja dodijeljena mu je naslovna crkva Santa Maria sopra Minerva.